# Бешенковичі
Бешенко́вичі (біл. Бешанковічы) — селище міського типу в Вітебській області Білорусі. Адміністративний центр Бешенковицького району.
Населення селища становить 8,1 тис. осіб (2006).

## Історія
Вперше поселення згадується в історичних джерелах у 1447 році

## Етимологія назви

### Гіпотези
Серед дослідників немає єдиної думки стосовно походження назви «Бешенковичі».
Більшість дослідників схиляються до версії, що свою назву Бешенковичі отримали від слова «бешень» — сильна течія на середині ріки[2].
Втім, найвірогідніше, що в основі назви є патронім «Бешенкович». Він, у свою чергу, похідний від антропоніма Бешенок/Бешенко. .
У історичних джерелах зустрічаються численні варіанти написання ойконіма: Beshenkobichy, Byeshankovichy, Beshenkovichi, Beshenkowitschi, Beshenkobichy, Bjeschenkowitschi, Beshankovichy, Besankovicy, Biešankovičy, Beshenkowitschi, Bishenkovitz  (ідиш), ביישינקוביץ  (іврит).
Можливо, що в основі назви є антропонім Бешенок (Бешенко), пов'язаний з самоназвою старовинного народу печенігів - "бешень". Незважаючи на порівняну віддаленість - хронологічну (від часу першої згадки про Бешенковичі) та територіальної (від ареалів колишнього розселення печенігів), слід сказати, що топонімів, пов'язаних із цим давнім народом, вельми багато залишилося на землях колишньої Русі. Можна припускати, що прізвисько Бешенок-Бешенко особа могла отримати, або будучи печенігом з походження, або повернувшись із печенізького полону, або буваючи у далеких степових походах проти степовиків руських князів.

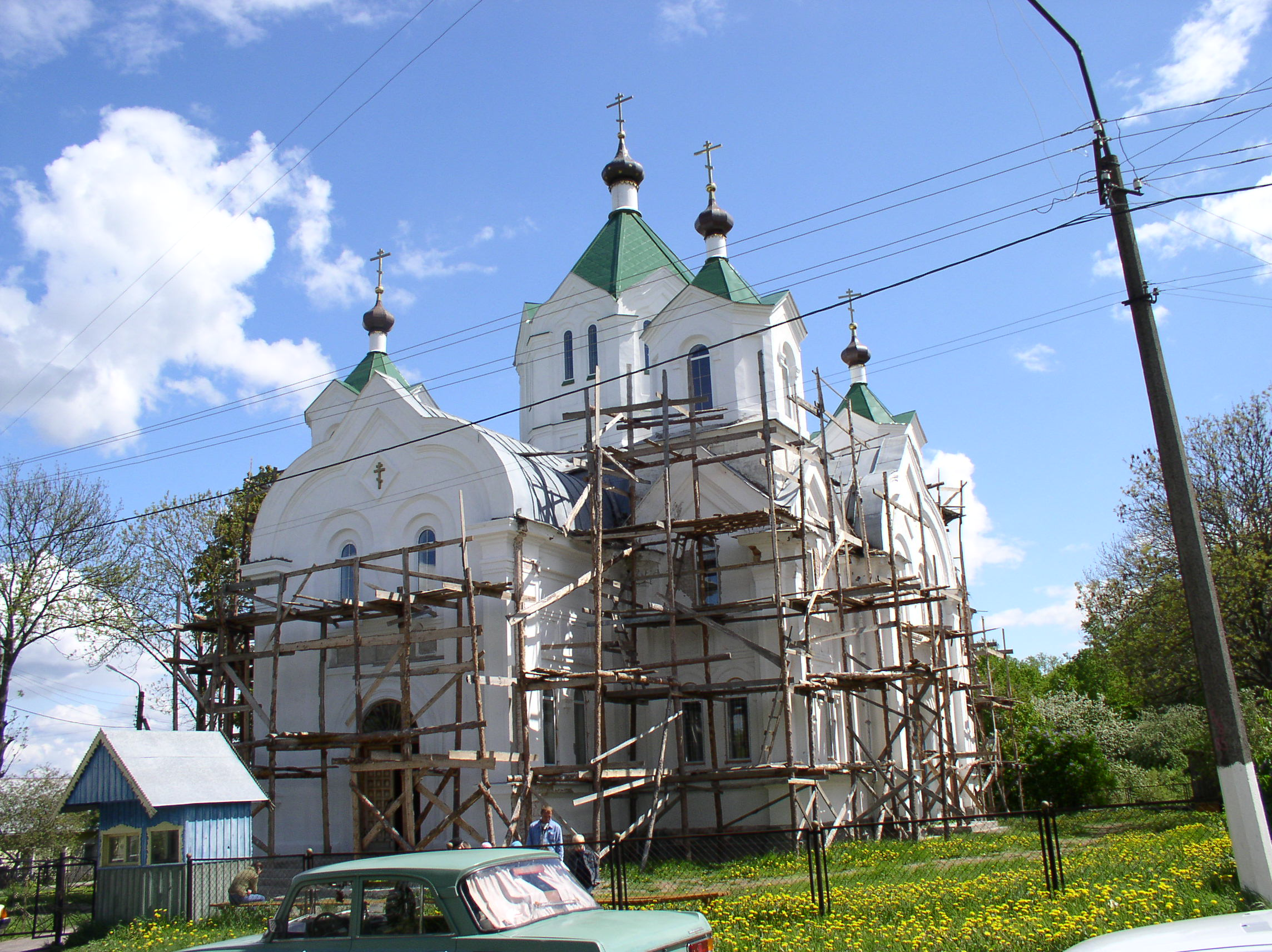
Церква Святого Іллі

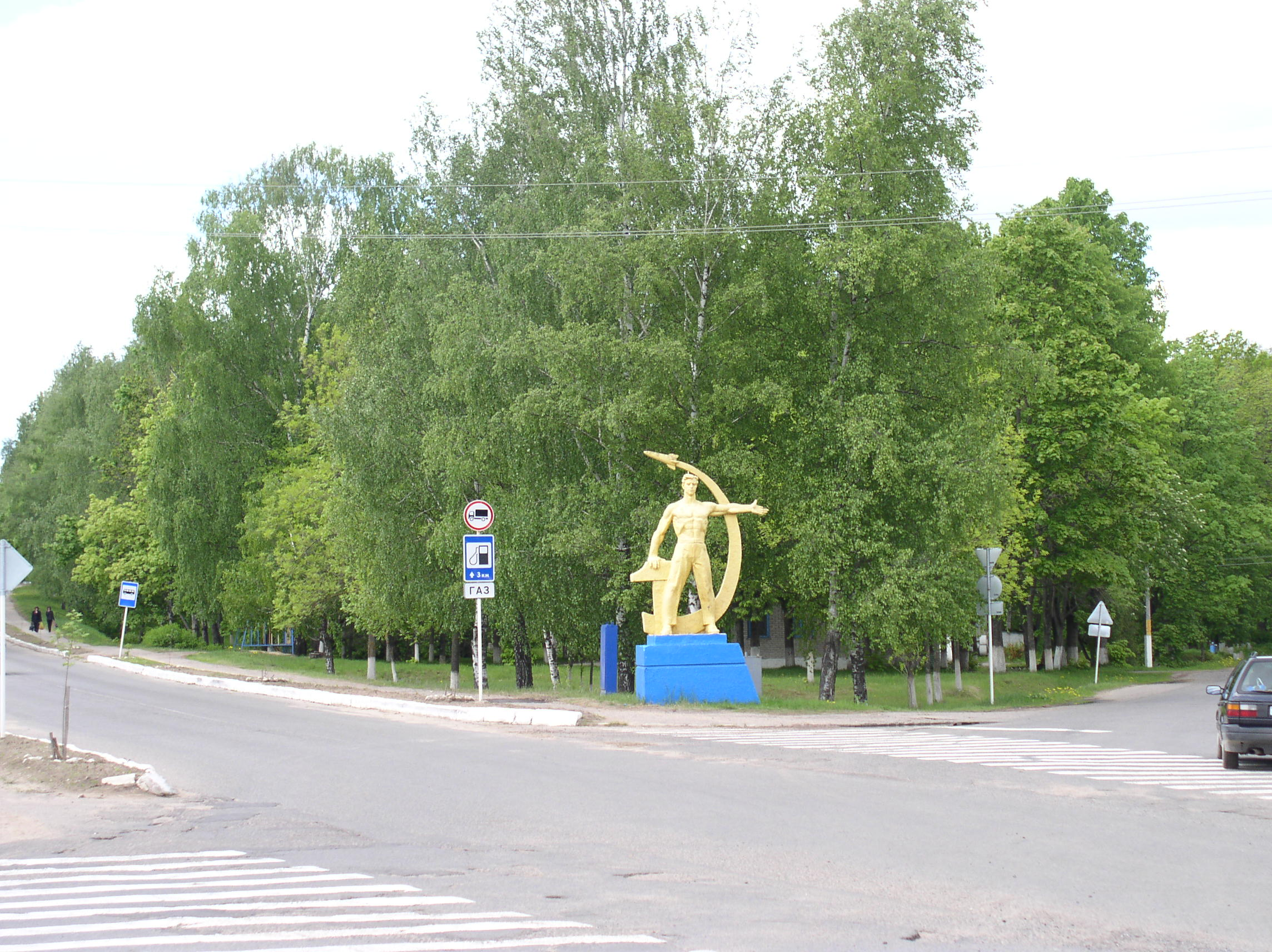
При в'їзді до селища

## Відомі люди
В селищі народився Брукман Марк Борисович — український і російський живописець-портретист та плакатист.